# Ace of Aces (videogioco)
Ace of Aces è un simulatore di volo ambientato sul fronte occidentale della Seconda guerra mondiale, sviluppato dalla canadese Artech e pubblicato nel 1986-1987 per i computer Amstrad CPC, Atari 8-bit, Commodore 64, MS-DOS, MSX e ZX Spectrum, dalla Accolade in Nordamerica e dalla U.S. Gold in Europa. Uscirono in seguito conversioni per le console Atari 7800 nel 1988 e Sega Master System nel 1991.
Il simulatore è a complessità limitata e in stile arcade.
Il marchio registrato Ace of Aces è attribuito in alcune edizioni alla Nova Game Designs, che aveva già pubblicato la serie di giochi da tavolo di combattimento aereo Ace of Aces, ma il videogioco non è una trasposizione di questi giochi.

## Modalità di gioco
Il giocatore ha il controllo di un caccia multiruolo DH.98 Mosquito britannico sul teatro dell'Europa nordoccidentale. Inizialmente, usando un menù dove un ufficiale della RAF indica le opzioni su una lavagna, si può selezionare tra quattro missioni, anche combinandone più di una nello stesso volo, oppure una modalità di allenamento. Le quattro possibili missioni sono l'intercettazione di missili V1 oppure di bombardieri Junkers Ju 88 prima che colpiscano città britanniche, il bombardamento di un treno tedesco (evitando di colpire i vagoni che trasportano prigionieri di guerra), e il bombardamento di U-Boot. 
Vengono mostrati quindi un briefing testuale e una mappa strategica, poi si passa alla selezione delle quantità di munizioni per ciascun armamento (bombe, razzi antiaereo e mitragliera) e di carburante da trasportare, con i limiti dovuti al peso. Non sono presenti decollo e atterraggio: si parte già in volo sul canale della Manica e dopo aver colpito gli obiettivi si deve tentare di rientrare alla propria base in Gran Bretagna (basta sorvolare la zona). Oltre agli obiettivi, come nemici generici si incontrano soltanto i caccia tedeschi Messerschmitt Bf 109. Un altro pericolo è costituito dai temporali che si spostano sull'Europa. Anche in assenza di temporali è comunque presente una coltre di nuvole che si possono attraversare con visibilità ridotta.
Durante l'azione di gioco si può passare liberamente tra cinque schermate di controllo diverse.
- Il pilotaggio avviene con visuale in prima persona frontale dall'abitacolo. La schermata è divisa circa a metà, con la visuale esterna in alto e il quadro degli strumenti di bordo in basso. Questi comprendono bussola, tachimetro, orizzonte artificiale, altimetro e un piccolo radar. È anche visibile la barra di comando mentre il giocatore la controlla direttamente.
- Due schermate simili mostrano la visuale del motorista, a destra o a sinistra dell'aeroplano. Oltre a osservare il cielo sopra l'una o l'altra ala, entrambe servono ad accedere ad altri strumenti e controlli tramite un cursore: contagiri, regolazione della manetta e del sovralimentatore, indicatore del carburante, compensatore e ipersostentatore, estintore per incendi, carrello (utile solo per effettuare rallentamenti improvvisi, non essendoci atterraggio).
- Il vano bombe, attraverso un portello centrale apribile, mostra la visuale dall'alto al di sotto dell'aereo, per bombardare i bersagli di superficie con un mirino. In questa schermata inoltre si hanno indicatori e controlli tramite cursore degli armamenti: vista munizioni, selezione di mitragliera o razzi, nonché sgancio dei serbatoi di carburante per alleggerire l'aereo.
- La mappa di navigazione è analoga a quella mostrata nel briefing, ma permette di vedere in tempo reale le posizioni degli obiettivi e dei temporali sull'Europa.

In tutte le schermate è presente inoltre un indicatore a forma di aeroplanino che può lampeggiare in vari punti, per avvertire che una certa schermata richiede attenzione o che l'obiettivo di terra è in vista.

## Accoglienza
Ace of Aces nella versione Commodore 64 divenne un best seller, e a fine 1987 era il secondo maggior successo per Commodore della Accolade. Sulla copertina di un'edizione per DOS venne dichiarato che erano già state vendute oltre 250 000 copie del gioco. Il quotidiano Edmonton Journal nel 1991 parlava di oltre 100 000 copie, ma riferendosi alla Distinctive Software, azienda che realizzò solo la conversione per Atari 8-bit.
Sulla stampa di settore dell'epoca la versione Commodore 64 ricevette molti buoni giudizi, tra cui un 88% della rivista Zzap!. Ace of Aces per Commodore 64 venne a volte considerato un'evoluzione in meglio di The Dam Busters, pubblicato in precedenza sempre dalla Accolade e dalla U.S. Gold. Compute's Gazzette considerò eccellente in particolare la grafica e ritenne il Mosquito poco agile da pilotare, ma come elemento di realismo, non come difetto del gioco.
Più variabili furono i giudizi della conversione per ZX Spectrum.
La versione Master System a suo tempo era uno dei pochi simulatori di volo per quel sistema. Game Power lo considerò simile come schema di gioco a G-Loc e lo valutò con 70%. Quello tuttavia fu uno dei giudizi più positivi; in generale Ace of Aces per Master System ottenne molte valutazioni negative o fortemente negative.